# Tocopilla (província)
Tocopilla é uma província do Chile localizada na região de Antofagasta. Possui uma área de 16.236 km² (a menor da região de Antofagasta) e uma população de 31.516 habitantes (2002). Sua capital é a cidade de Tocopilla.

## Comunas
A província está dividida em 2 comunas:
- María Elena
- Tocopilla